# Маї Бхаго
Маї Бхаго, також відома як Мата Бхаг Каур, була сикхською жінкою, яка очолила групу сикхських воїнів, пізніше відомих як Чалі Мукте ("Сорок звільнених"), під час битви під Муктсаром проти Великих Моголів у 1705 році. Вона була винятково вправним воїном на полі бою, і її шанують як святого воїна в сикхізмі. 

## Біографія

### Раннє життя
Май Бхаго була переконаною сикхкою за походженням і виросла в побожній сім'ї сикхів. Прадід Май Бхаго був послідовником суфійського піра Сахі Сарвара,  а пізніше прийняв іслам і взяв ім’я Абу-аль-Хаїр. Принаймні двоє його синів, Бхай Ланга і Бхай Перо Шах, навернулись у сикхізм у 1580-х роках. Син Бхай Перо Шаха, Мало Шах, був зарахований до армії Гуру Харгобінда та брав участь у кількох кампаніях проти Великих Моголів. Бхай Малло Шах мав чотирьох синів і одну доньку — Май Бхаго. 
Май Бхаго народилася в селі Джабал Калан поблизу Амрітсара, Пенджаб.  Коли вона була маленькою, її батьки взяли її до Анандпур Сахіба, щоб отримати даршан від Гуру Гобінда Сінгха. Вона  зі своїм батьком також були в Анандпурі в 1699 році, коли Гуру Гобінд Сінгх створив Хальсу. Саме тут вона пройшла церемонію кханде ди пахул (ініціації як члена Хальси) разом з іншими членами своєї родини. (Однак деякі історики вважають, що Гуру Гобінд Сінгх особисто ініціював її після битви під Муктсаром і в цей момент змінив її ім’я на Бхаг Каур). Вважається, що Май Бхаго хотіла залишитися в Анандпурі, щоб навчитися бойовим мистецтвам і стати солдатом, але її батько наполягав, щоб вона повернулася додому. Удома Май Бхаго вчилася мистецтву війни, стрільбі з лука та верховій їзді від свого батька.
Вона вийшла заміж за Бхай Нідхана Сінгха з Патті, хоча деякі історики говорять про сумнівність цього факту. 

### Події під час облоги Анандпура
Намагаючись захопити Гуру, військо Великих Моголів на чолі з Вазір-ханом (із Сірхінда) за наказом імператора Аурангзеба рушило до Анандпура разом з арміями Великих Моголів Лахора та Кашміру.  У 1704 році Анандпур перебував під тривалою облогою союзних сил, що призвело до повного вичерпання запасів сикхів і жорстокого голоду.
Група з 40 сикхів вирішила покинути Анандпур Сахіб і повернутися додому. Гуру Гобінд Сінгх дозволив це з умовою, що вони підписали бедаву (документ про незгоду), в якому стверджували, що вони більше не є сикхами Гуру.
Чоловік Май Бхаго та двоє її братів були частиною цієї групи. Коли вони повернулися додому, Май Бхаго була спустошена, дізнавшись, що вони покинули Гуру. Май Бхаго та інші жінки звинуватили їх у боягузтві та відсутності віри. Вважається, що Май Бхаго одягнула типовий «чоловічий» одяг і зібрала дезертирів, які потім пішли за нею назад до Гуру, щоб спокутувати свій вчинок.

#### Розгортання подій в Aнандпурі
У цей час, Аурангзеб відправив до Анандпура послання, підкріплене клятвою на Корані, що якщо Гуру вийде з форту, буде укладено мир на чесних умовах.  Гуру Гобінд Сінгх не довіряв цим запевненням,  але через критичний стан обложених було вирішено покинути форт. Під час відступу армія Моголів атакувала, внаслідок чого обоз і частина самих сикхів була знищена. тоді ж відбулось розділення родини Гуру. Вцілілі сикхи переховувались і збирали сили для подальшого протистояння.

#### Битва під Муктсаром

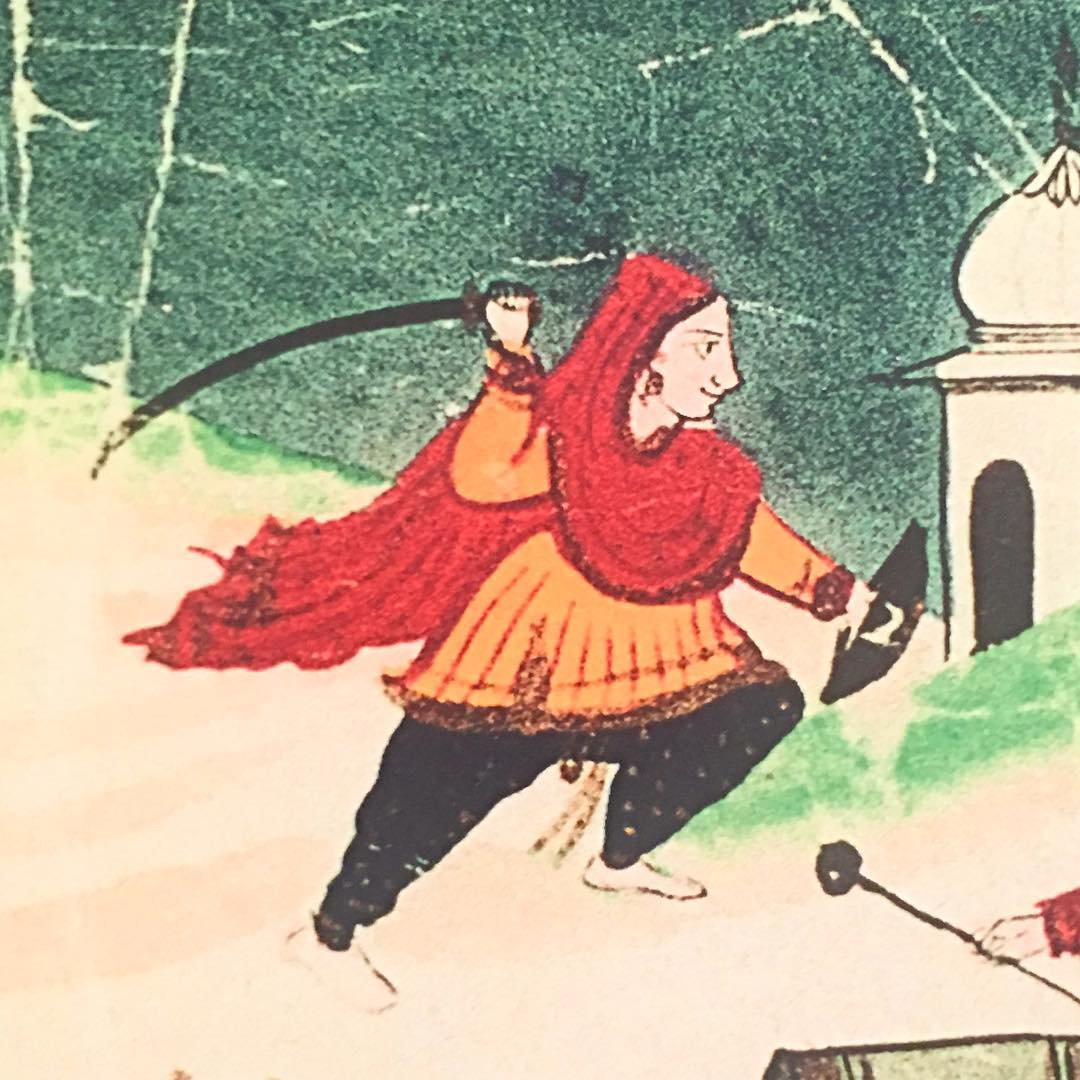
Фрагмент малюнка, на якому зображено Маї Бхаго в битві під Муктсаром, сикхська школа, Пенджаб, кінець 19 століття

Гуру досяг села Кхідрана (сучасний Мукстар), коли Май Бхаго та загін наздогнали їх. Вони зупинилася біля даба, або басейну, Хідрана, єдиного джерела води в цьому районі , який був захоплений імперською армією Великих Моголів, що переслідувала Гуру.
Май Бхаго та її люди приєднались до основних сил сикхів та атакували армію Великих Моголів, яка налічувала 10 000 солдатів. Зрештою армія Моголів була змушена відступити. Коли Гуру Гобінд Сінгх відвідав поле битви, він знайшов усіх мертвими, крім Май Бхаго та попереднього лідера дезертирів Махана Сінгха. Махан Сінгх, який був важко поранений, помер у Гуру на колінах із його благословенням.  Усі сорок сикхів, які прийшли спокутувати себе, загинули, як і брати та чоловік Май Бгаго. 
Гуру Гобінд Сінгх благословив цих сорок загиблих як Чалі Мукте, Сорок Звільнених. Він взяв під свою опіку Маі Бхаго, яка отримала серйозне поранення  в бою.

### Маї Бхаго в Джанваді
Після битви при Муктсарі Май Бхаго залишилась із Гуру Гобіндом Сінгхом як один із його охоронців. Май Бхаго супроводжувала  Гуру Гобіндом Сінгхом під час його подорожі до південної Індії з метою зустрітися з Бахадур Шахом. Після вбивства Гуру Гобінда в Нандеді, штат Махараштра, у 1708 році, Май Бхаго залишилася на півдні й оселилася в Джінварі (він же Джанвада), Карнатака, де медитувала та поширювала слово сікхі.

## Спадщина

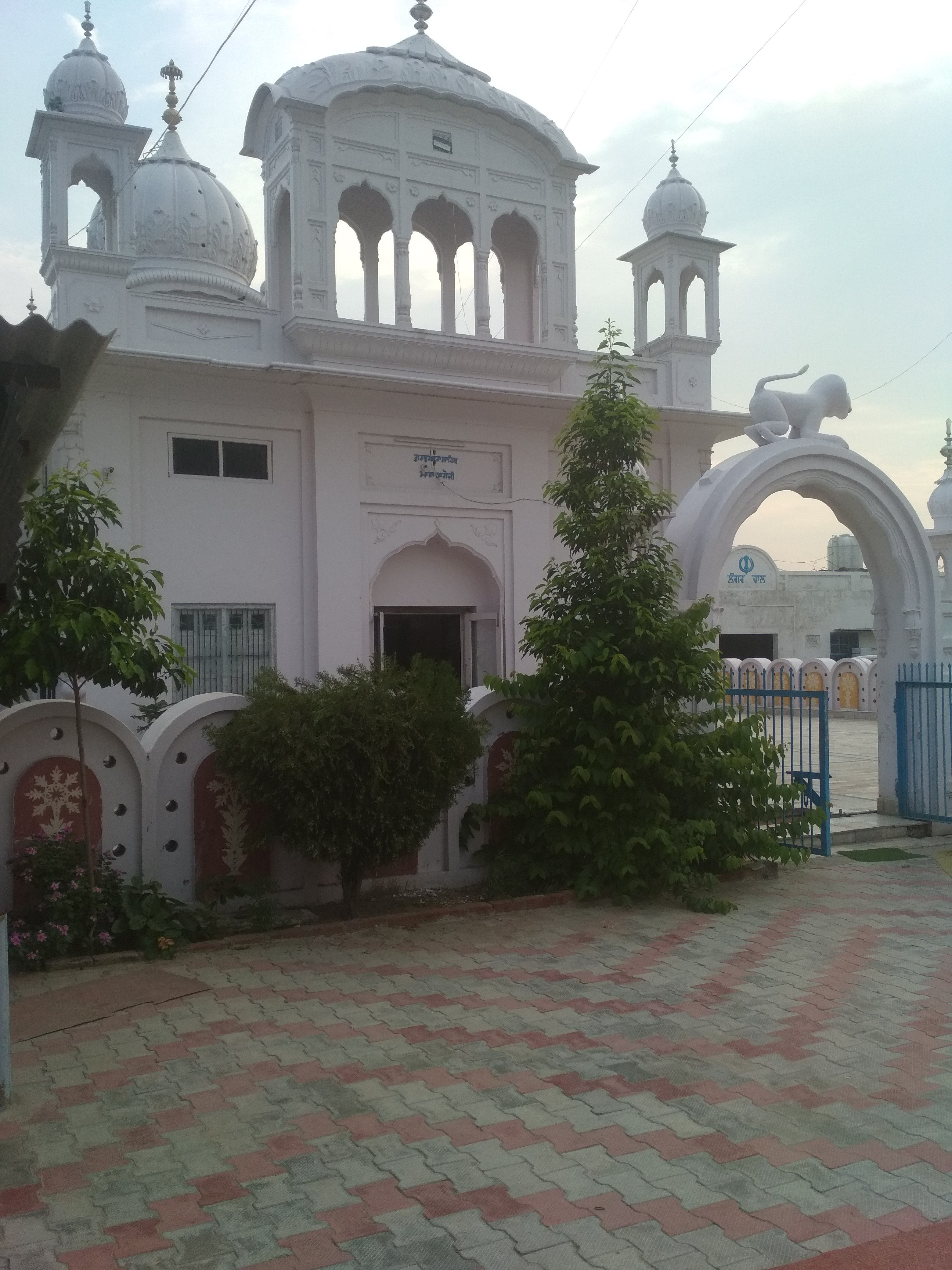
Гурдвара Тап Астхан Май Бхаго в селі Джанвада, штат Карнатака.

Мохан Сінгх, Джатедар Хазур Сахіба, у 1788 році побудував Бунга (військова вежа) в пам'ять про Май Бхаг Каур.  Зброя Май Бхаго зберігається в комплексі Хазур Сахіб Гурудвара в Абчалнагар Нандед, Індія.

## Зовнішні посилання
- "Mai Bhago", discoversikhism.com